# Valga (gemeente in Estland)
Valga (Estisch: Valga vald) is een gemeente in de Estlandse provincie Valgamaa. De gemeente telde 15.693 inwoners op 1 januari 2024 en heeft een oppervlakte van 745,25 vierkante kilometer. De gemeente grenst in het westen en zuiden aan Letland.
De landgemeente ontstond in oktober 2017 uit een fusie van de stadsgemeente Valga met de landgemeenten Karula, Õru, Taheva en Tõlliste.
Door de gemeente loopt de spoorlijn Tartu - Valga. Binnen de gemeente hebben alleen Tsirguliina en het eindpunt Valga een station. Valga is tevens het beginpunt van de spoorlijn Valga - Riga en de (alleen nog voor goederenvervoer gebruikte) spoorlijn Valga - Petsjory. Valga vormt samen met Valka in Letland een gedeelde stad, de grens tussen Estland en Letland loopt dwars door het stadje heen.

## Plaatsen
De gemeente telt:
- één plaats met de status van stad (linn): Valga, tevens het bestuurscentrum van de gemeente;
- drie plaatsen met de status van vlek (alevik): Laatre, Õru en Tsirguliina;
- 48 plaatsen met de status van dorp (küla): Hargla, Iigaste, Jaanikese, Käärikmäe, Kaagjärve, Kalliküla, Karula, Killinge, Kirbu, Kiviküla, Koikküla, Koiva, Koobassaare, Korijärve, Korkuna, Laanemetsa, Lepa, Londi, Lota, Lüllemäe, Lusti, Lutsu, Muhkva, Mustumetsa, Õlatu, Õruste, Paju, Pikkjärve, Priipalu, Pugritsa, Raavitsa, Rampe, Rebasemõisa, Ringiste, Sooblase, Sooru, Supa, Tagula, Taheva, Tinu, Tõlliste, Tõrvase, Tsirgumäe, Uniküla, Väheru, Väljaküla, Valtina en Vilaski.

## Geboren in Valga
- In de stad Valga: Kazimierz Swiatek (1914-2011), rooms-katholiek geestelijke
- In Kaagjärve: Tiit Vähi (1947), politicus

Landgemeenten: Otepää · Tõrva · Valga